# Volîțea-Kerekeșîna, Starokosteantîniv
Volîțea-Kerekeșîna (în ucraineană Волиця-Керекешина) este localitatea de reședință a comunei Volîțea-Kerekeșîna din raionul Starokosteantîniv, regiunea Hmelnîțkîi, Ucraina.

## Demografie
Componența lingvistică a localității Volîțea-Kerekeșîna
     Ucraineană (98,69%)
     Rusă (1,31%)
Conform recensământului din 2001, majoritatea populației localității Volîțea-Kerekeșîna era vorbitoare de ucraineană (98,69%), existând în minoritate și vorbitori de rusă (1,31%).